# Furutobeite
La furutobeite è un minerale.